# Stari Golubovec
Stari Golubovec – wieś w Chorwacji, w żupanii krapińsko-zagorskiej, w gminie Lobor. W 2011 roku liczyła 193 mieszkańców.